# Geheimrat (Russland)
Geheimrat (russisch тайный советник, tainy sowetnik, wiss. Transliteration tajnyj sovetnik) war ein ziviler Rang im Russischen Kaiserreich. Er wurde durch Peter den Großen 1722 eingeführt. Der Dienstrang verweist auf die ursprüngliche Bedeutung des Begriffs geheim „mit dem Gericht verbunden“ bzw. „vertrauenswürdig“.
Ursprünglich war er ein Rang vierter Klasse in der Rangtabelle, wurde aber 1724 auf die dritte Klasse hochgestuft und war somit auf der gleichen Ebene wie der eines Lieutenant-Generals in der Armee und eines Vizeadmirals der Flotte. Der Inhaber sollte als „Ihre Exzellenz“ angesprochen werden (Wasche Prewoschoditelstwo, russisch Ваше Превосходительство, wiss. Transliteration Vaše Prevoschoditel'stvo). Der nächsttiefere Rang war Wirklicher Staatsrat (4. Rangklasse), der nächsthöhere Wirklicher Geheimer Rat (2. Rangklasse).
Dieser Dienstrang war für höchste Regierungsämter wie Minister oder stellvertretende Minister, Senatoren oder Mitglieder der Kaiserliche Akademie der Wissenschaften vorgesehen. Gelegentlich wurden auch langgediente und verdiente Gouverneure in diese Rangstufe befördert. Außerdem gab es in Ministerien und Verwaltungen in St. Petersburg und Moskau entsprechende Dienstposten.
1903 gab es in Russland insgesamt 553 Geheimräte. Am 12.jul. / 25. November 1917greg. wurde der Rang abgeschafft.

## Abzeichen und Trageweise

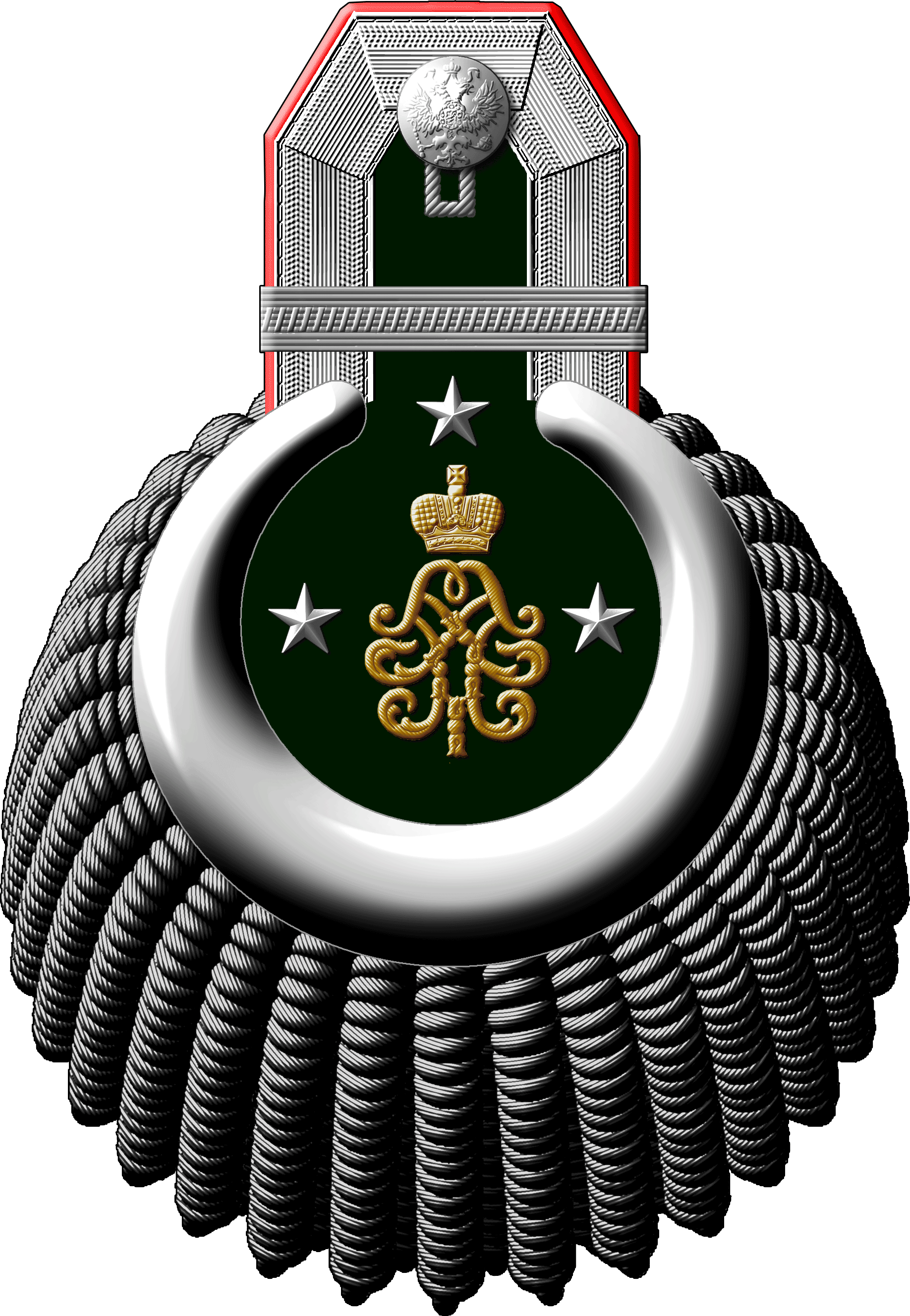
Epaulette eines Professors der Militärmedizinische Akademie S. M. Kirow im Range eines Geheimrats
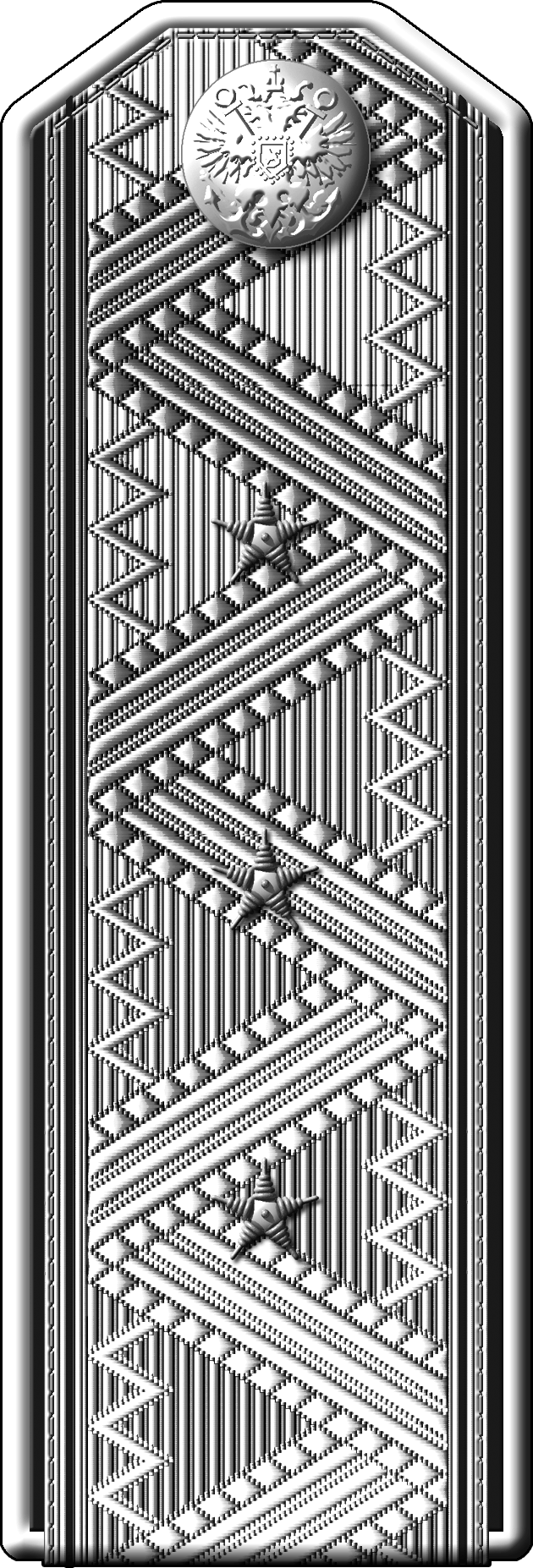
Schulterklappe (benutzt von 1908 bis 1917)
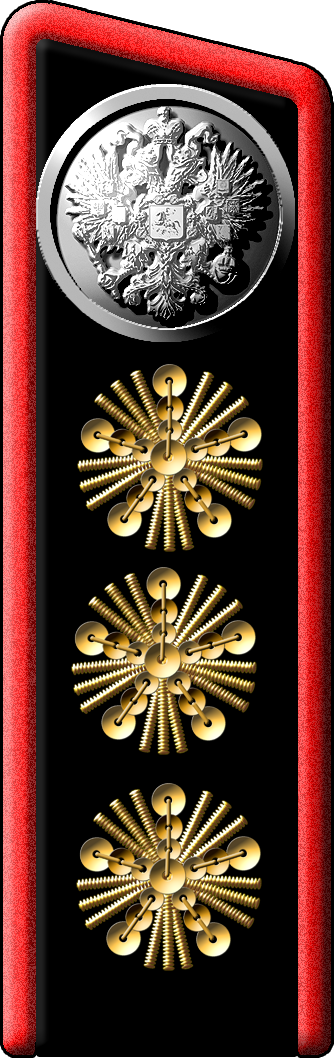
Abzeichen am Revers (1904)
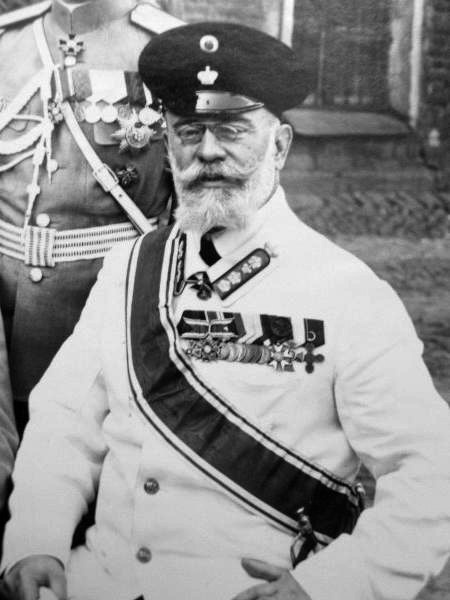
Das Abzeichen eines Geheimrats an der Uniform: Drei Sterne mit dem passenden Emblem der Behörde bzw. des Ministeriums

## Personen (Auswahl)
- Johann Reinhold von Patkul: einer der ersten Träger dieses Rangs.
- Pjotr Lwowitsch Bark
- Friedrich Fromhold Martens
- August Friedrich Karl von Raison
- Georg Friedrich von Fölkersahm
- Sergei Michailowitsch Solowjow
- Wassili Ossipowitsch Kljutschewski